# Habrotrocha tranquilla
Habrotrocha tranquilla är en hjuldjursart som beskrevs av Colin Milne 1916. Habrotrocha tranquilla ingår i släktet Habrotrocha och familjen Habrotrochidae. Inga underarter finns listade i Catalogue of Life.